# منتخب البحرين لكرة المضرب
منتخب البحرين لكرة المضرب يمثل البحرين في مسابقة كأس فيد لكرة المضرب ويديره اتحاد البحرين لكرة المضرب. شارك في كأس فيد للمرة الأولى في عام 2016 وينافس في المجموعة الثانية من آسيا / أوقيانوسيا.

## اللاعبون
| العام | المنتخب             | المنتخب              | المنتخب        | المنتخب |
| 2016  | مرام محمد أحمد شريف | نازلي نادر درويش رضا | ملك جاسم فردان |         |